# Art maurya

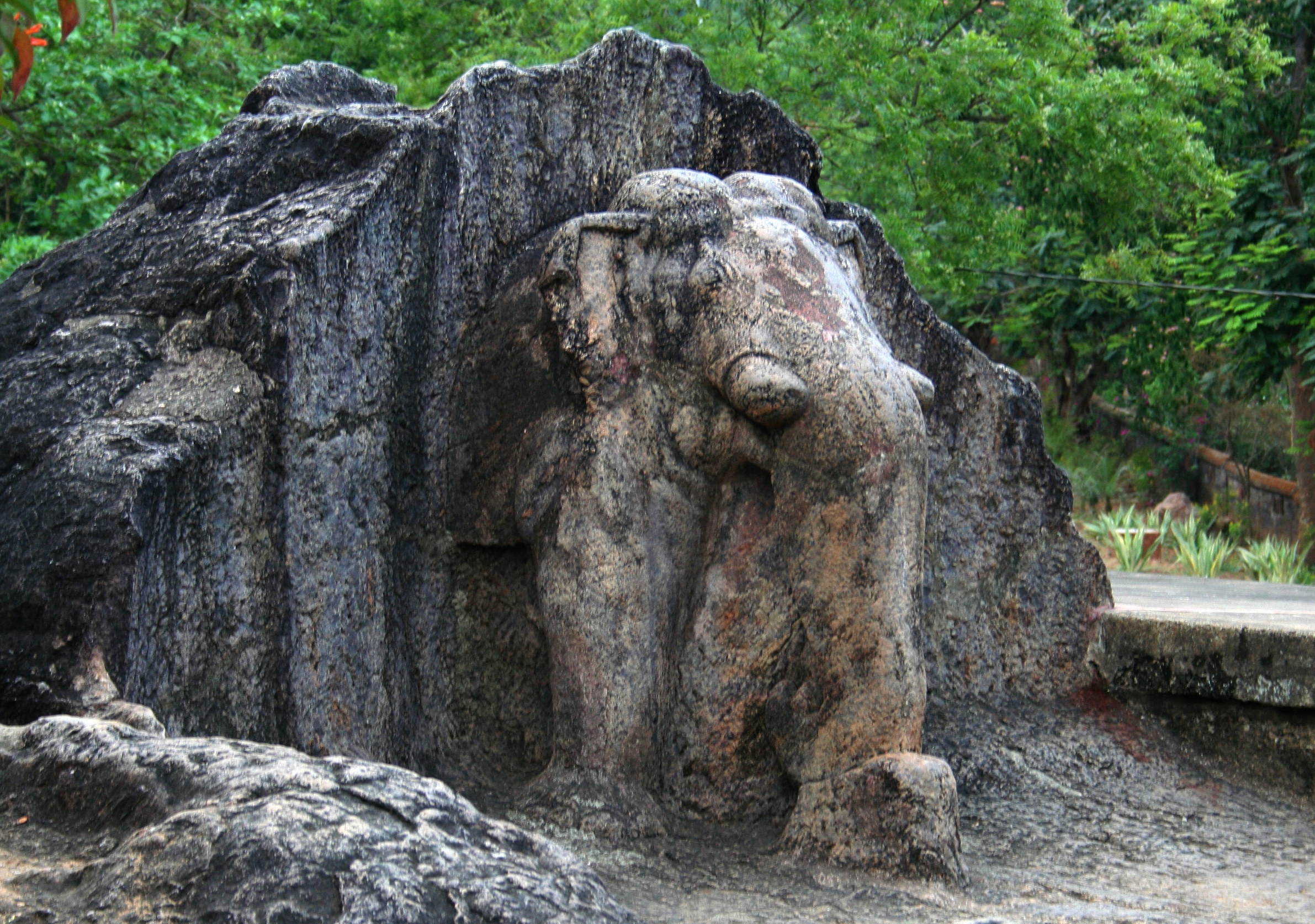
L'éléphant de pierre à Dhauli.

L' art maurya est l'art, principalement la sculpture, produit pendant la période de l'empire maurya, qui fut le premier empire à régner, du moins en théorie, sur la majeure partie du sous-continent indien, entre 322 et 185 avant l'ère commune. Il représentait une transition importante dans l'art indien de l'utilisation du bois à la pierre. C'était un art royal patronné par les rois mauryans, en particulier Ashoka. Piliers, stupas et grottes sont les vestiges les plus importants. 
Les vestiges les plus importants de l'art monumental maurya comprennent les vestiges du palais royal et de la ville de Pataliputra, une balustrade monolithique à Sarnath, le Bodhimandala ou l'autel reposant sur quatre piliers à Bodhgaya, les chaitya taillés dans les grottes de Barabar près de Gaya, y compris la grotte de Sudama portant l'inscription datée de la 12e année de règne d'Ashoka, les colonnes avec ou sans édit inscrits, les sculptures animales couronnant les colonnes avec des reliefs animaux et végétaux décorant l'abaque des chapiteaux et la moitié avant de la représentation d'un éléphant taillé en ronde bosse dans un rocher à Dhauli.
Ananda Coomaraswamy (1923) a soutenu que l'art maurya comporte trois phases principales. La première phase se trouve dans certains cas de la représentation des divinités védiques (les exemples les plus significatifs sont les reliefs de Surya et Indra dans les grottes de Bhaja ). Cependant, l'art des grottes de Bhaja est maintenant généralement daté plus tard que la période Maurya, aux IIe – Ier siècle av. J.-C.. La deuxième phase a été l'art de la cour d'Ashoka, généralement trouvé dans les colonnes monolithiques sur lesquelles ses édits sont inscrits et la troisième phase a été le début de l'architecture en brique et en pierre, comme dans le cas du stupa d'origine de Sanchi, la petite balustrade monolithique à Sanchi et à la grotte de Lomas Rishi dans les grottes de Barabar, avec sa façade ornée, reproduisant les formes de structures en bois.
La plupart des savants conviennent que l'art maurya a été influencé par l'art grec et persan, en particulier dans la sculpture et l'architecture impériales. Les contacts politiques et culturels entre les cultures grecque et perse et l'Inde ont été intensifs et ont duré longtemps, encourageant la propagation de leurs innovations dans le domaine de la sculpture.

## Sculpture

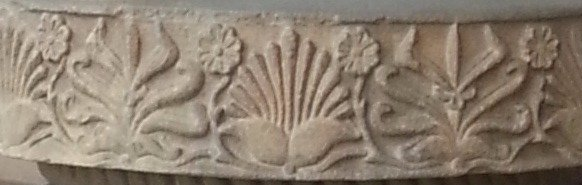
Chapiteau à taureau de Rampurva, détail de l'abaque, avec deux "palmettes de flammes" encadrant un lotus entouré de petites fleurs en rosette.

Cette période a marqué un pas en avant imaginatif et impressionnant dans la sculpture sur pierre indienne; une grande partie de la sculpture antérieure était probablement en bois et n'a pas survécu. Les chapiteaux d'animaux minutieusement sculptés qui subsistent de certains piliers d'Ashoka sont les œuvres les plus connues, et parmi les plus belles, surtout le Chapiteau aux lions d'Ashoka de Sarnath qui est maintenant l' emblème national de l'Inde. Coomaraswamy fait la distinction entre l'art de la cour et un art plus populaire à l'époque mauryane. L'art de la cour est représenté par les piliers et leurs chapiteaux et l'art populaire survivant par quelques pièces de pierre et de nombreuses œuvres plus petites en terre cuite . 
La surface très lisse de la sculpture de cour est souvent appelée « poli Maurya ». Cependant, cette technique caractéristique ne semble pas être entièrement fiable en tant qu'outil de diagnostic pour une date Maurya, car certaines œuvres beaucoup plus récentes l'utilisent également. La Yakshi Didarganj, maintenant le plus souvent considéré comme datant du IIe siècle de notre ère, en est un exemple. 

### Colonnes et leurs chapiteaux

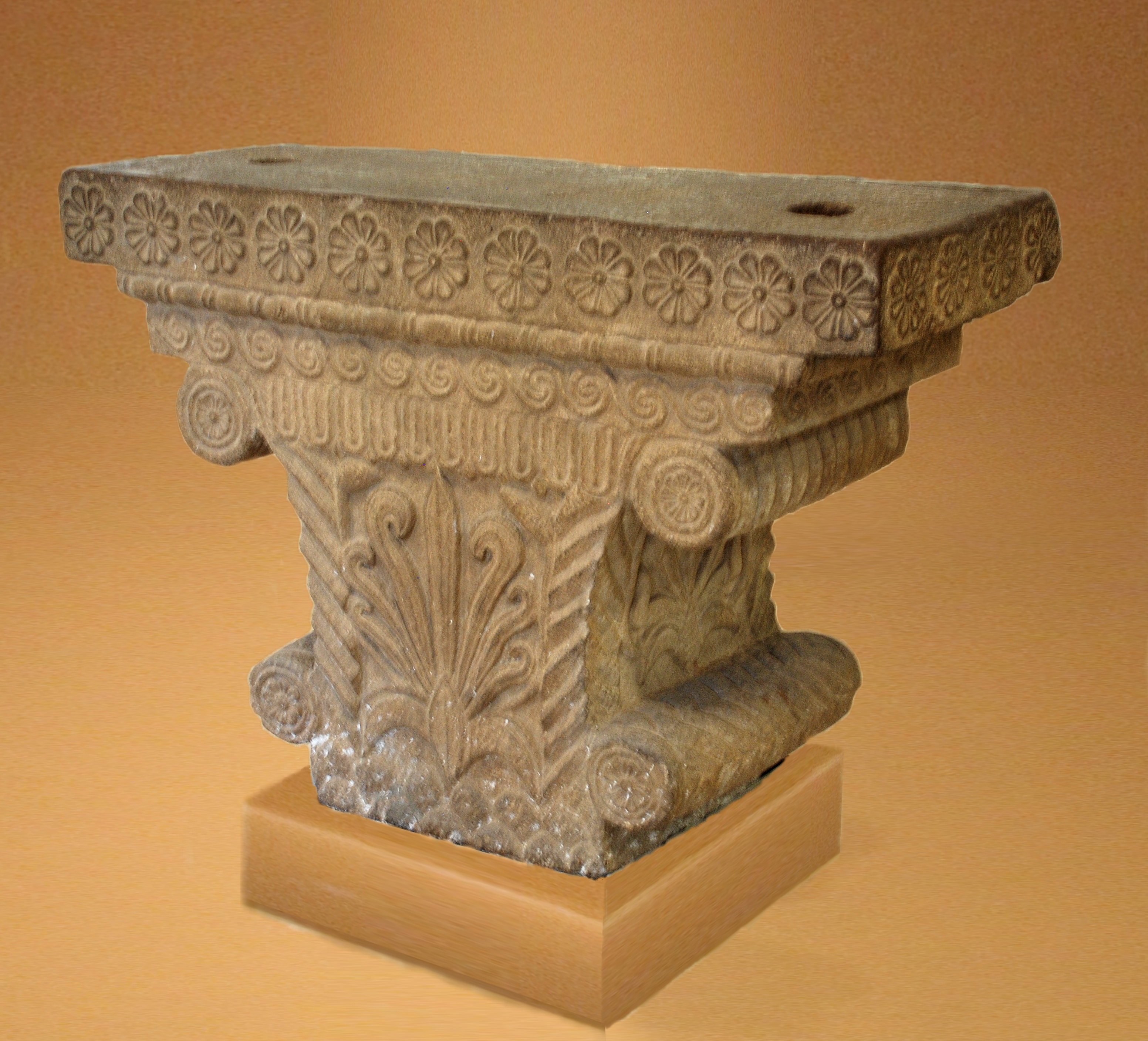
Le chapiteau de Pataliputra, montre à la fois les influences achéménide mais surtout grecque, avec des motifs de volutes, de perles et bobines, de méandres et de chèvrefeuille. Début de la période Mauryane,

Le chapiteau de Pataliputra, daté du IIIe siècle avant notre ère, a été trouvé dans la ville Maurya de Pataliputra. Il montre une certaine influence achéménide venant de Persépolis mais surtout une très forte influence stylistique grecque, dans le style ionique avec des motifs de volutes, de perles et de bobines, de méandres et de palmettes. 
Cette pièce monumentale d'architecture est à l'époque de sa découverte la sculpture la plus hellénique trouvée en Inde, avec les piliers d'Ashoka et les statues et frises indo-gréciennes du Penjab. Elle suggère dès le début l'influence artistique hellénistique à la cour de Maurya,,.

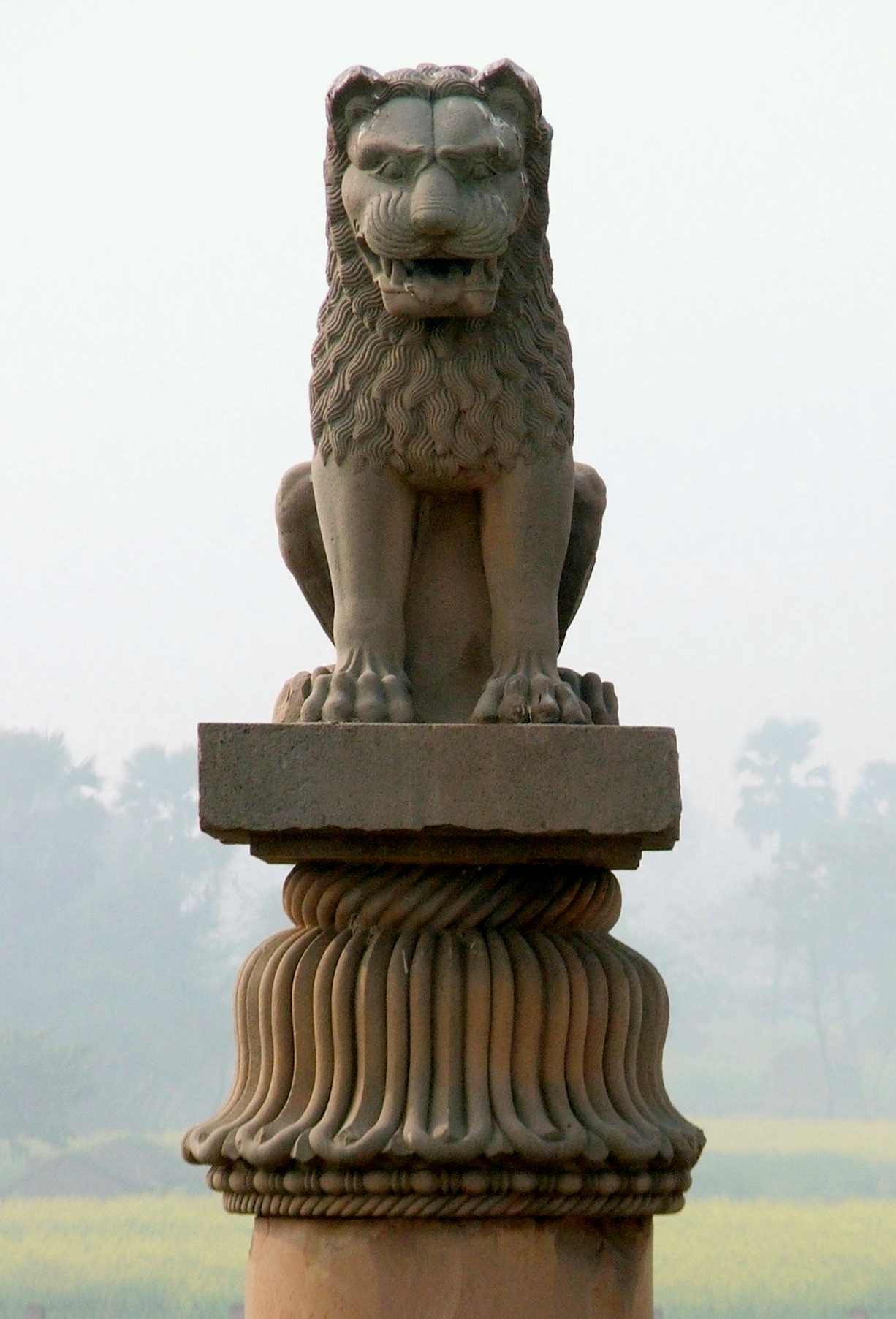
Chapiteau à lion unique à Vaishali

L'empereur Ashoka a également érigé des piliers religieux dans toute l'Inde. Ces colonnes ont été sculptés dans deux types de pierre. Certaines étaient en grès tacheté rouge et blanc de la région de Mathura, les autres de grès dur de couleur chamois à grains fins généralement avec de petites taches noires extraites à Chunar près de Varanasi. L'uniformité du style dans les chapiteaux des piliers suggère qu'ils ont tous été sculptés par des artisans de la même région. Il semblerait donc que la pierre ai été transportée de Mathura et Chunar vers les différents sites où les piliers ont été trouvés et taillée et sculptée par des artisans sur place. On leur a donné également le polissage fin caractéristique de la sculpture Maurya.
Ces piliers ont été principalement érigés dans la plaine gangétique. Ils étaient gravés d'édits d'Ashoka sur le Dharma ou la justice. Les chapiteaux animalier remarquables en tant que représentation réaliste finement sculptée sont le chapiteau des lions de Sarnath, le chapiteau du taureau de Rampurva et la chapiteau du lion de Lauria Nandangarh . Beaucoup de spéculations ont été faites sur la similitude entre ces chapiteaux et les œuvres achéménides .

### Sculpturepopulaire

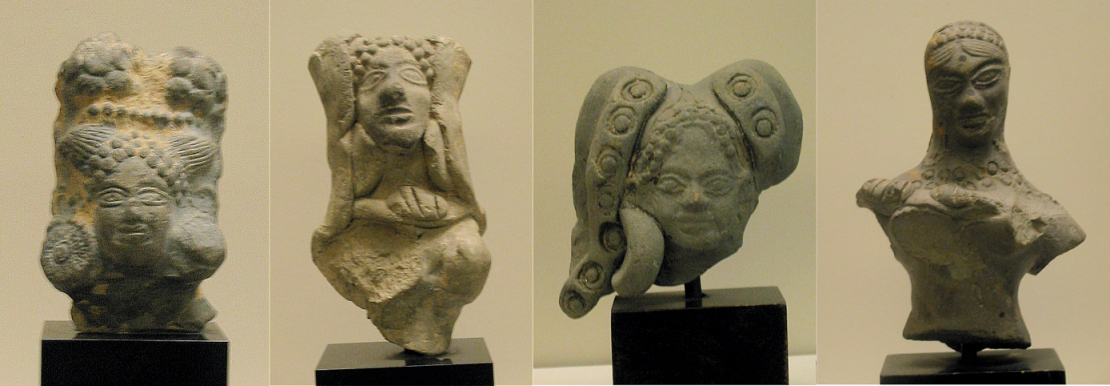
Statuettes de l'ère Maurya

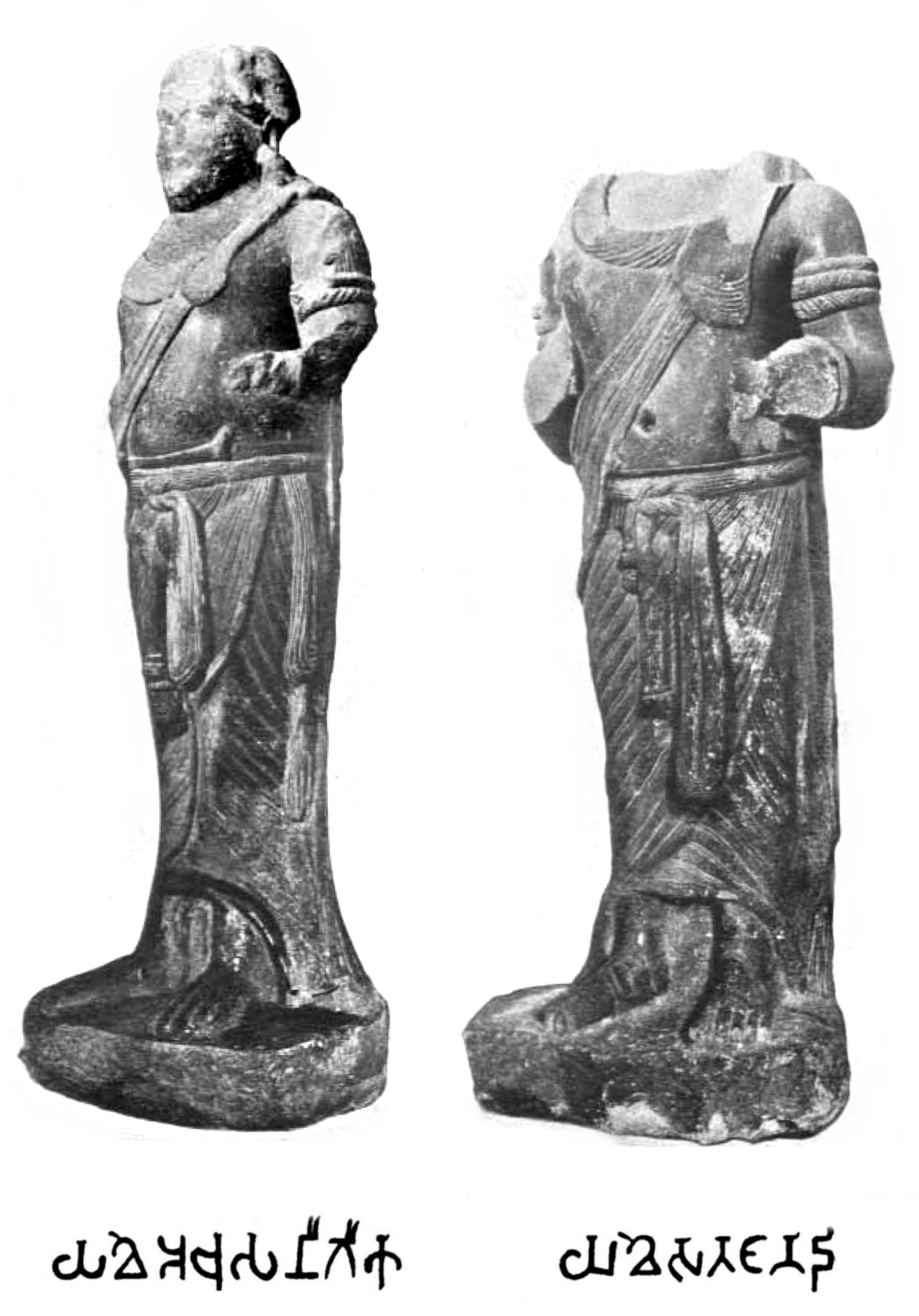
Les deux Yakshas monumentaux découverts à Patna (2 mètres de haut), et supposés être du IIIe siècle avant notre ère. Les deux inscriptions Brahmi commençant par (Yakhe… pour Yaksha…) sont paléographiquement d'une date ultérieure, vers le IIe siècle de notre ère, Kushana. Inscription de la statue de gauche : Yakhe Achusatigika. Inscription de la statue de droite : Yakhe Sanatananda. Musée indien, Kolkota.

Le travail des sculpteurs locaux illustre l'art populaire de la période Mauryan. Ces sculptures n'étaient probablement pas commandées par l'empereur. Les mécènes de l'art populaire étaient les gouverneurs locaux et les personnes les plus aisées. Ces œuvres incluent la figure féminine de Besnagar, la figure masculine de Parkham et la Yakshi de Didarganj (bien que son âge soit débattu). Techniquement, elles sont façonnées avec moins d'habileté que les chapiteaux des piliers. Elles expriment une robustesse et une vitalité physique considérables.
L'éléphant de pierre de Dhauli a également été probablement sculpté par des artisans locaux et non par les artistes de la cour qui étaient responsables des chapiteaux d'animaux. L'image de l'éléphant émergeant de la roche est impressionnante, et son but était probablement d'attirer l'attention sur l'inscription à proximité.

### Terres cuites
Des objets en terre cuite populaires de différentes tailles ont été trouvés sur les sites Maurya et ailleurs, et sont probablement les œuvres d'art Maurya les plus nombreuses. Fabriqués par des populations locales qui n'étaient peut-être pas des spécialistes, par des potiers avec une touche, ils sont très difficiles à dater s'ils ne sont pas enregistrés comme provenant d'un contexte archéologique identifiable. Beaucoup sont considérés comme pré-Mauryan, mais une continuation de la tradition de faire des déesses-mères en argile, qui remonte à la période préhistorique, est révélée par la découverte de ces objets au niveau de Maurya lors des fouilles à Ahicchatra. 
On les trouve plus communément de Pataliputra à Taxila. Beaucoup ont des formes stylisées et techniquement, ils sont plus accomplis, en ce sens qu'ils ont une forme bien définie et une ornementation claire. Certains semblent avoir été fabriqués à partir de moules, mais il y a peu de tirages identiques. Les terres cuites de Taxila se composent de figures de divinités, de reliefs votifs avec des divinités, de jouets, de dés, d'ornements et de perles. Parmi les ornements se trouvaient des médaillons ronds, semblables aux bullae portées par les garçons romains<. Les images en terre cuite de dieux et de déesses du terroir ont souvent un charme rustique (certains d'entre eux sont peut-être des poupées). De nombreuses figures animales sont probablement des jouets pour les enfants.

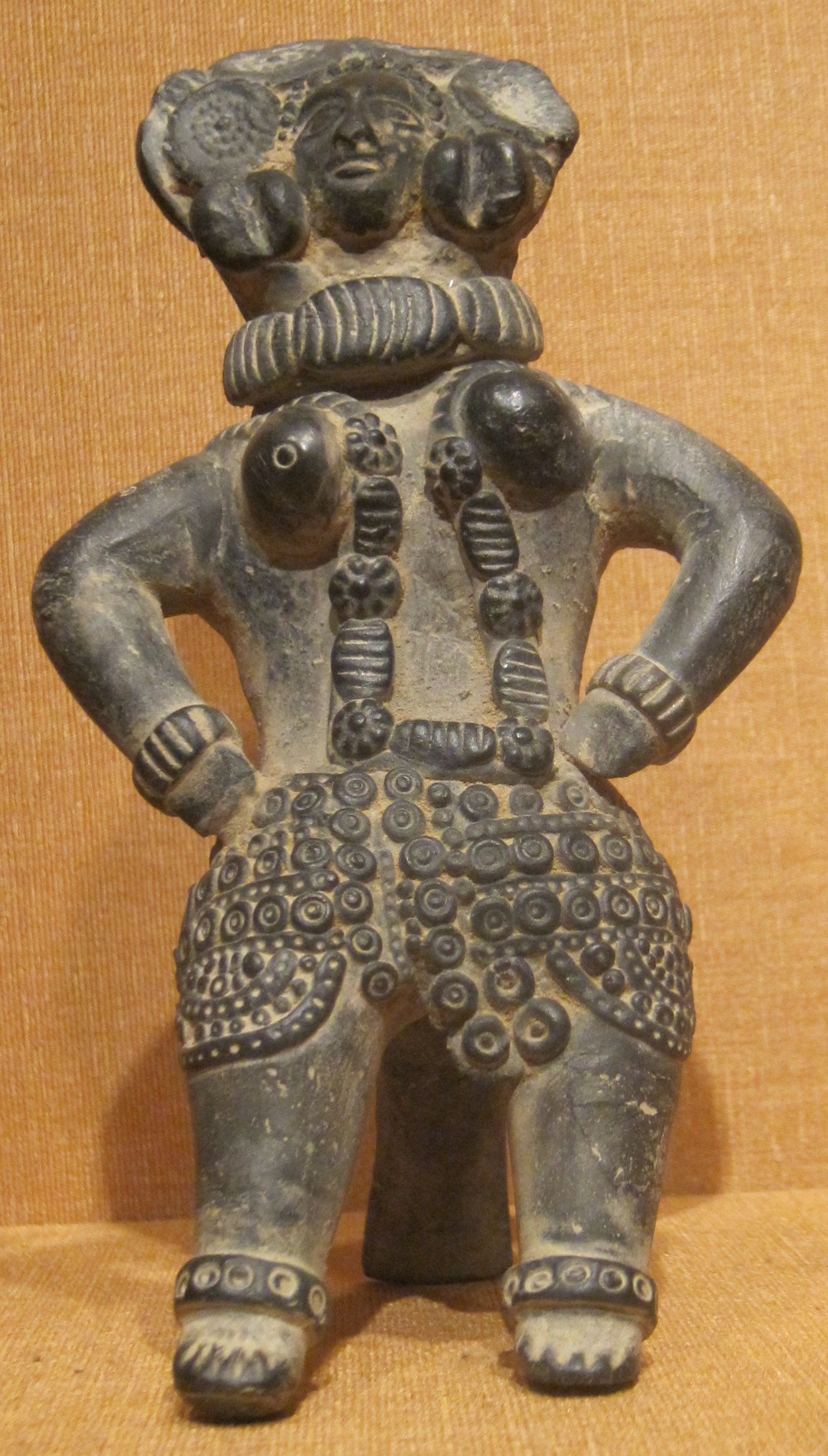
Figure féminine en terre cuite, nord de l'Inde, 320-200 av. J.C.
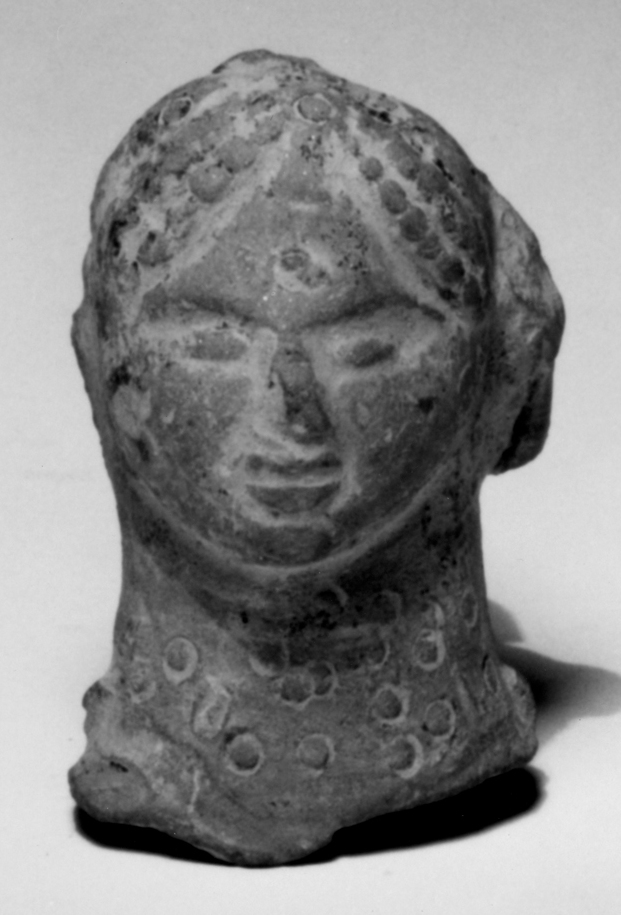
Tête d'une divinité de village indien, terre cuite, IIIe siècle av. J.-C.
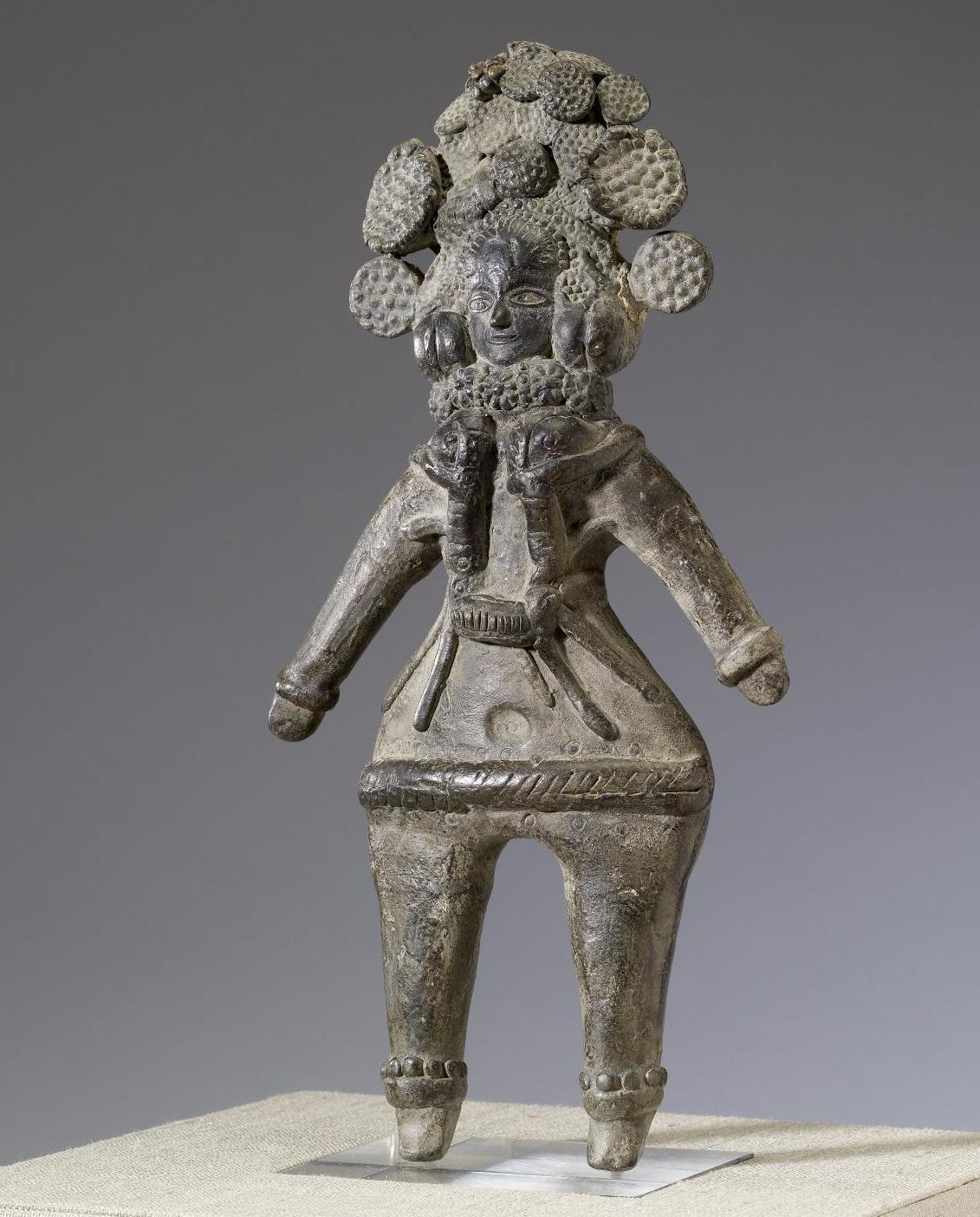
Déesse mère (terre cuite) de Mathura, IIIe siècle av. J.-C.
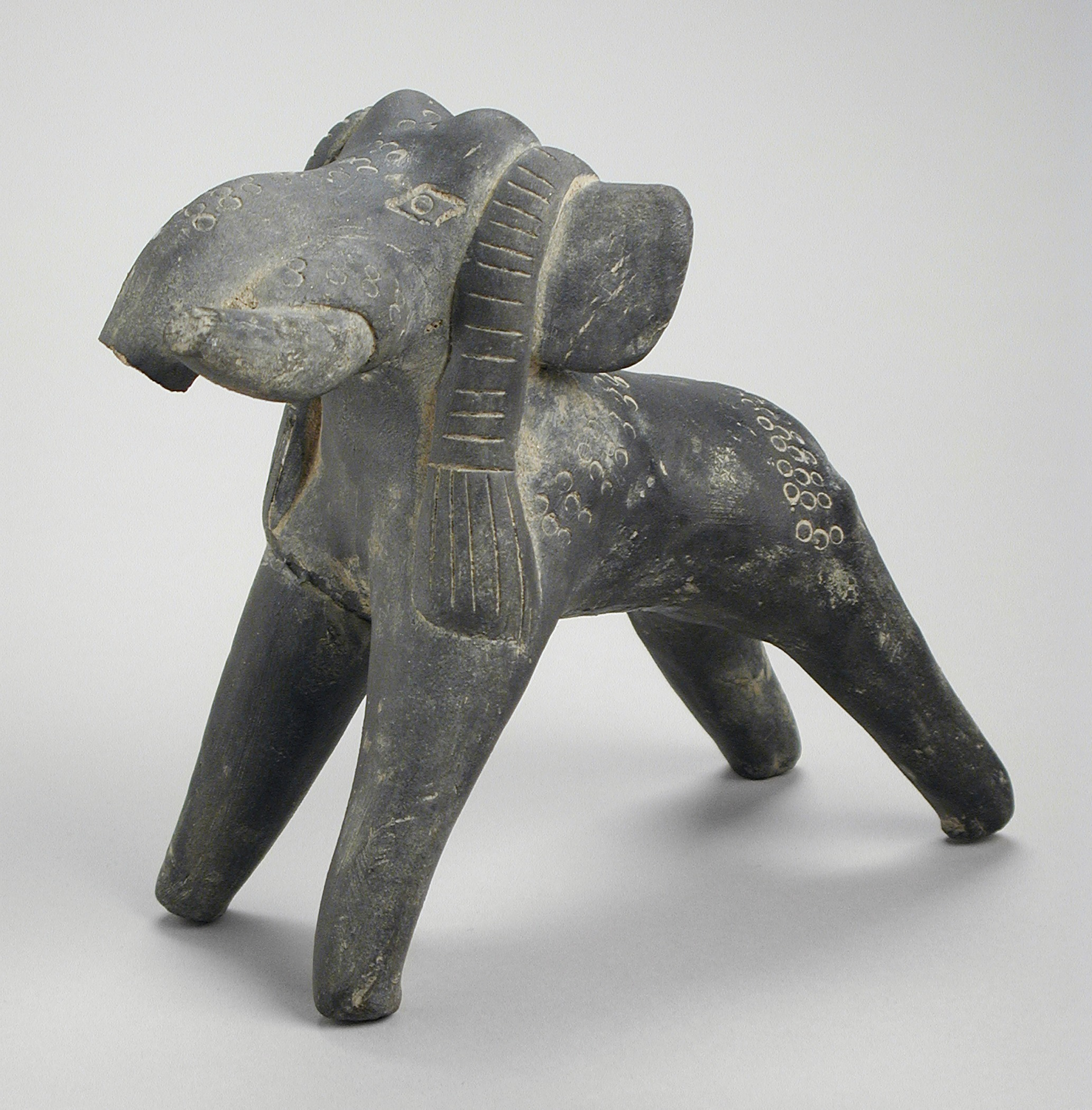
Éléphant (terre cuite) de Mathura, IIIe siècle av. J.-C.
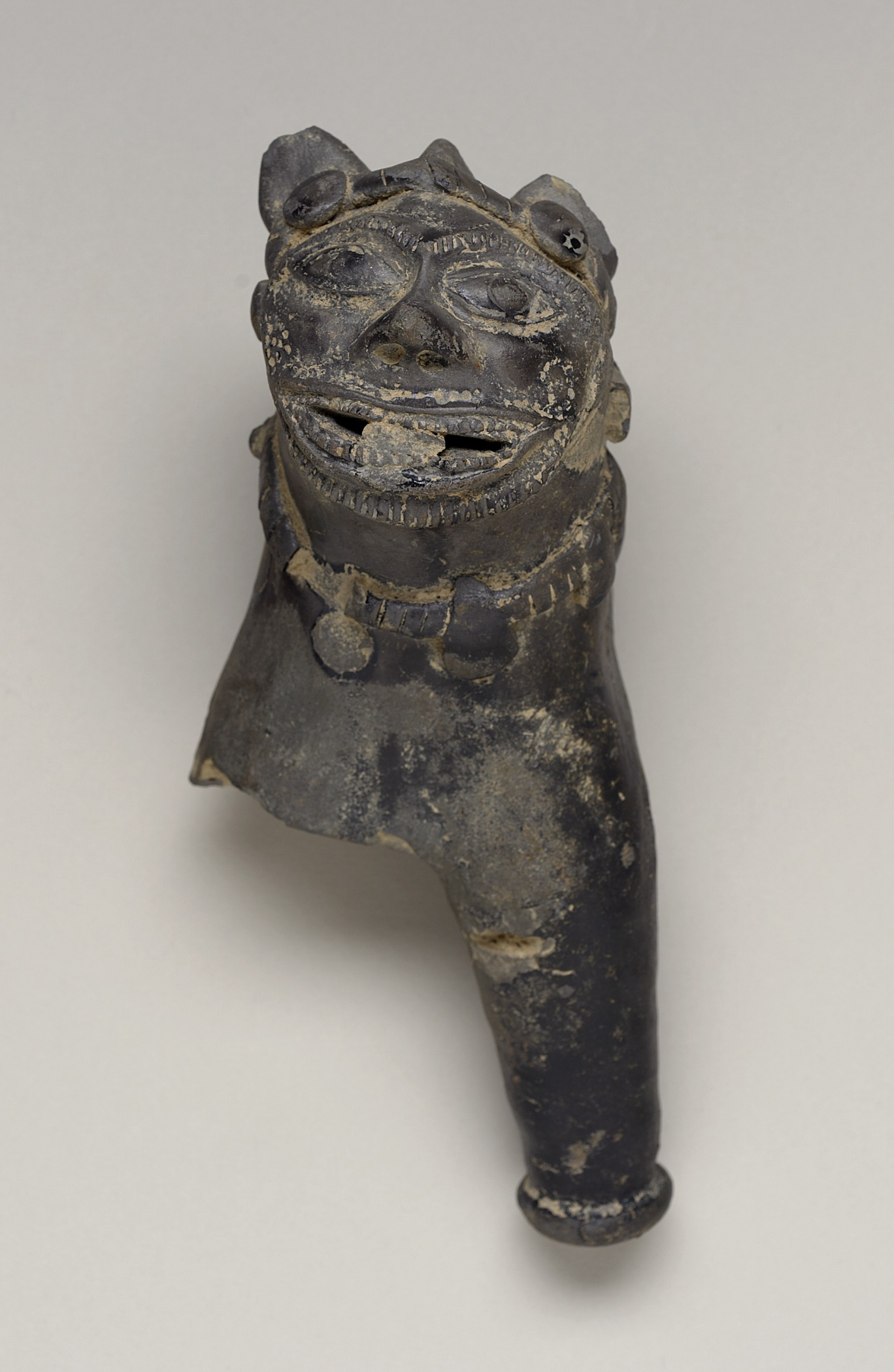
Partie antérieure d'un animal (terre cuite) de Mathura, IIIe siècle av. J.-C.
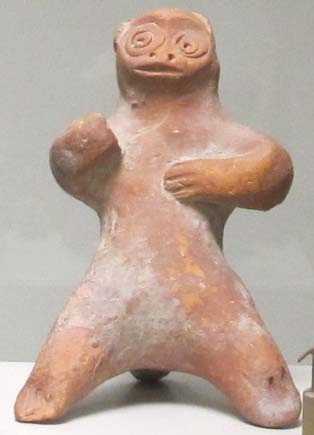
Singe (terre cuite) de Mathura, IIIe – IIe siècle av. J.-C.

### Anneaux de pierre

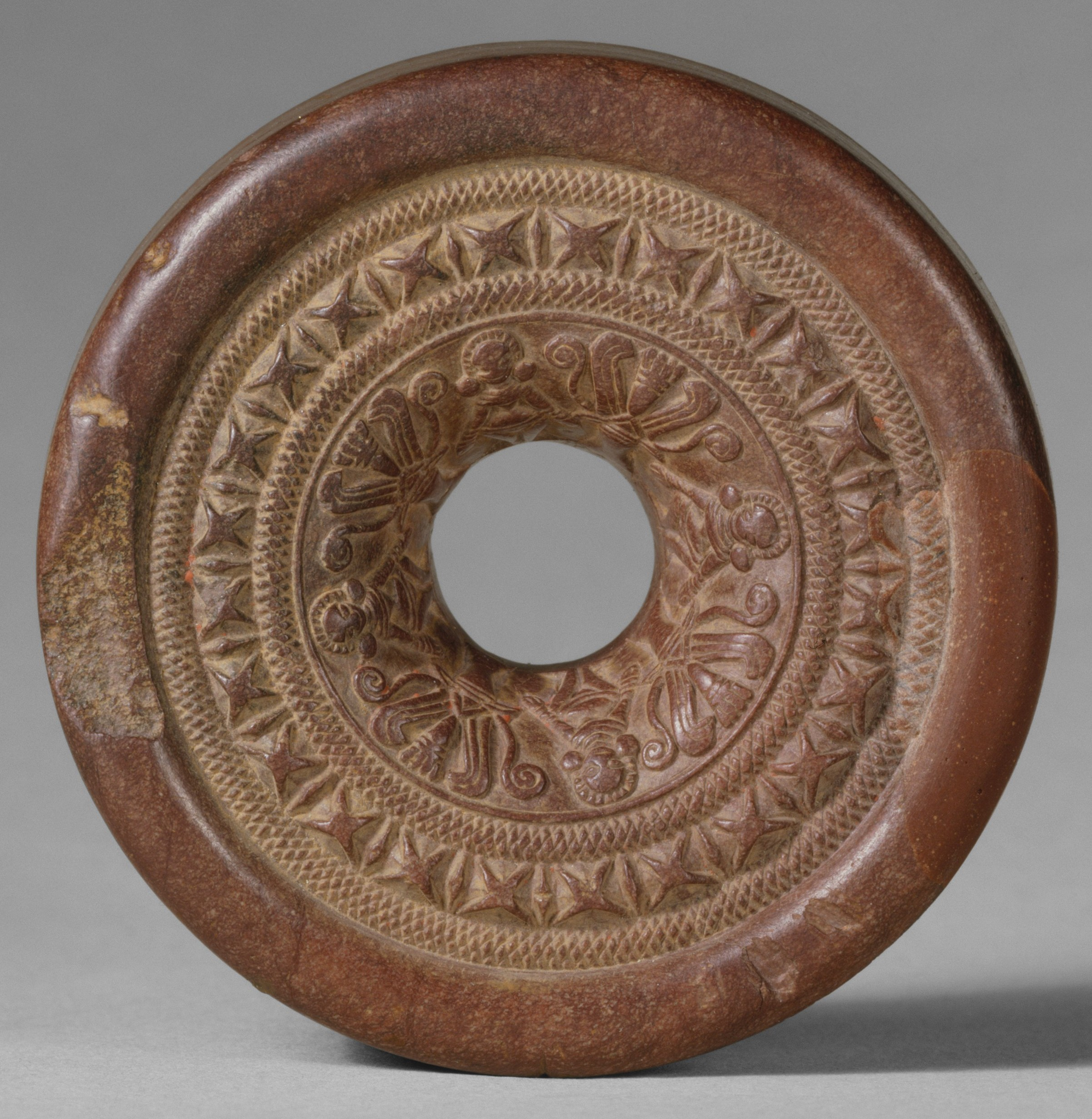
Anneaux de pierre avec Quatre Déesses et Quatre Dattiers, Metropolitan Museum of Art (New York)

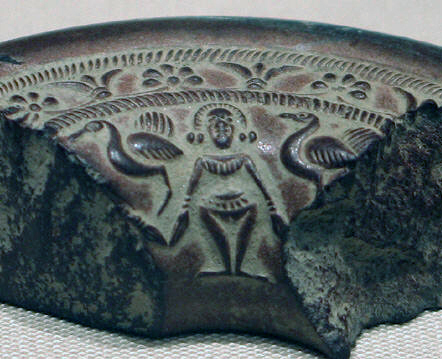
Section brisée avec "déesse" flanquée d'oiseaux, probablement des oies, Metropolitan Museum of Art (New York)

Les anneaux de pierre sont un type d'artefact et de sculpture miniature fabriqués en Inde pendant la période allant approximativement de l'empire Mauryan à l'empire Sunga suivant (187-78 avant notre ère). Ils sont généralement datés du IIIe ou du IIe siècle av. J.-C.,,. Ils ont la forme d'un beignet troué, mais avec des côtés plus droits et un fond plat. Ils sont en pierre, avec la partie supérieure très finement sculptée en relief selon plusieurs registres de décoration circulaires autour du trou au centre. Une fois terminés, ils mesurent environ 6 à 10 cm de diamètre,. 
Les dessins varient, mais tous les exemplaires sont finement sculptés, malgré leur petite taille. Un certain nombre de composants apparaissent dans une variété de variations. Typiquement, la zone la plus intérieure, qui descend le long des côtés en pente du trou, a des figures féminines debout, souvent nues ou presque, mais avec des bijoux et des coiffures élaborées, avec des arbres entre elles. Celles-ci peuvent être appelées déesses, ou déesses mères, et les arbres sont apparemment de diverses espèces, comme l'arbre de vie, mais ces interprétations ne sont pas universellement acceptées,,.
Leur objectif et fonction pratique restent flous et « énigmatiques ». Ils ont pu avoir un objectif religieux spécifique, ou un objectif plus général favorisant la fertilité, ou ont été utilisés pour fabriquer des bijoux en martelant une feuille de métal sur les motifs, Environ 70 de ces anneaux de pierre ont été trouvés, dont beaucoup en tant que fragments, avec une découverte en Thaïlande en 2014, la première provenant de l'extérieur du sous-continent indien, dont on suppose qu'elle a été importée d'Inde.

## Peinture
Les descriptions de Mégasthène infiquen une compétence certaine des Maurya dans ce domaine ; mais aucun exemple n'en a été trouvé à ce jour. Plusieurs siècles plus tard, les peintures des grottes d'Ajanta, le plus ancien corps significatif de la peinture indienne, montrent qu'il y avait une tradition bien développée, qui pourrait remonter à l'époque de Maurya.[réf. nécessaire]

## Architecture

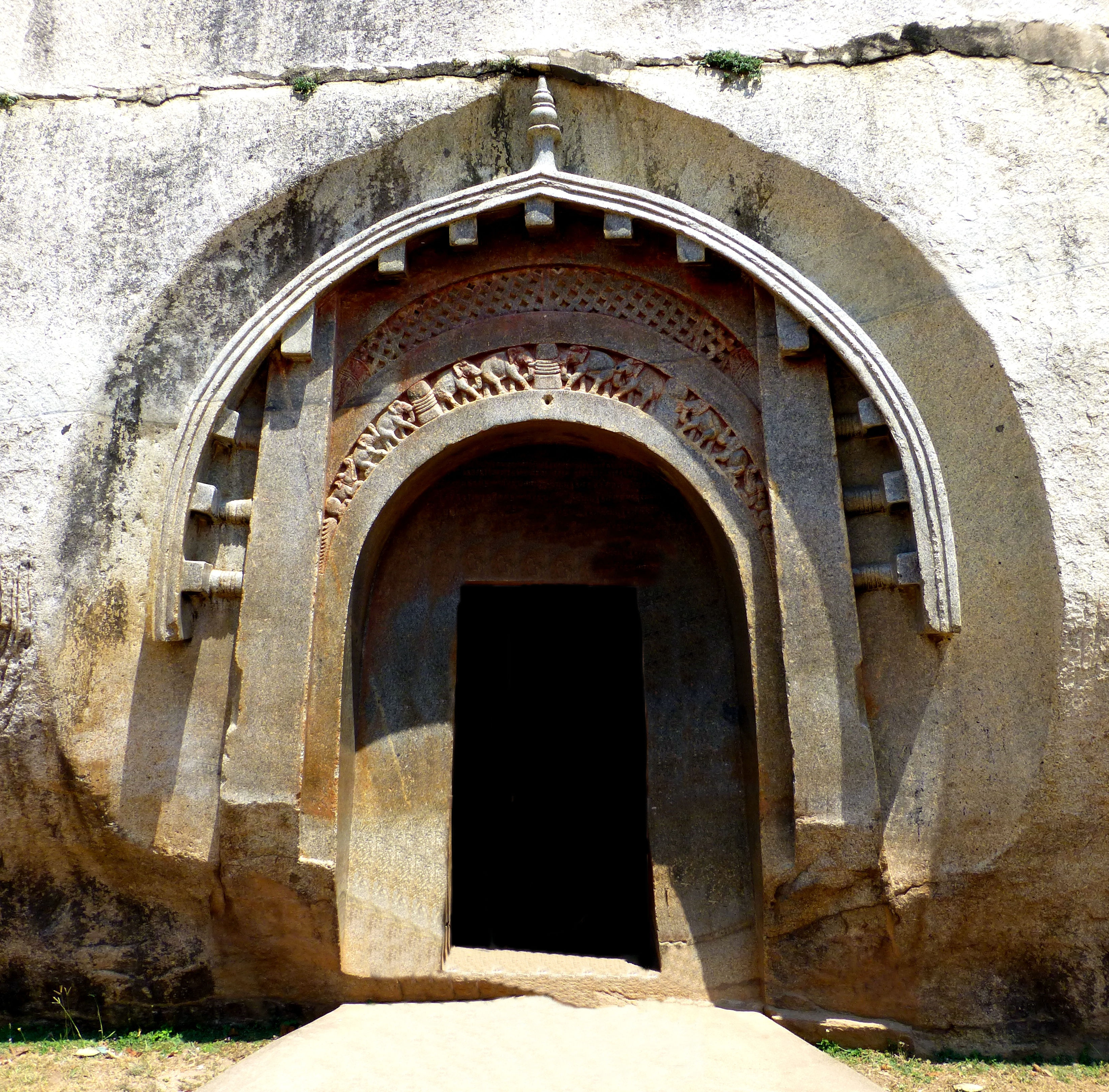
Grotte de Lomas Rishi dans les grottes de Barabar,

Alors que la période marque une deuxième transition vers l'utilisation de la brique et de la pierre, le bois reste le matériau de choix. Chanakya dans l' Arthashastra conseille l'utilisation de la brique et de la pierre pour leur durabilité. Pourtant, il consacre une grande partie aux garanties à prendre contre les incendies dans les bâtiments en bois indiquant leur popularité. 

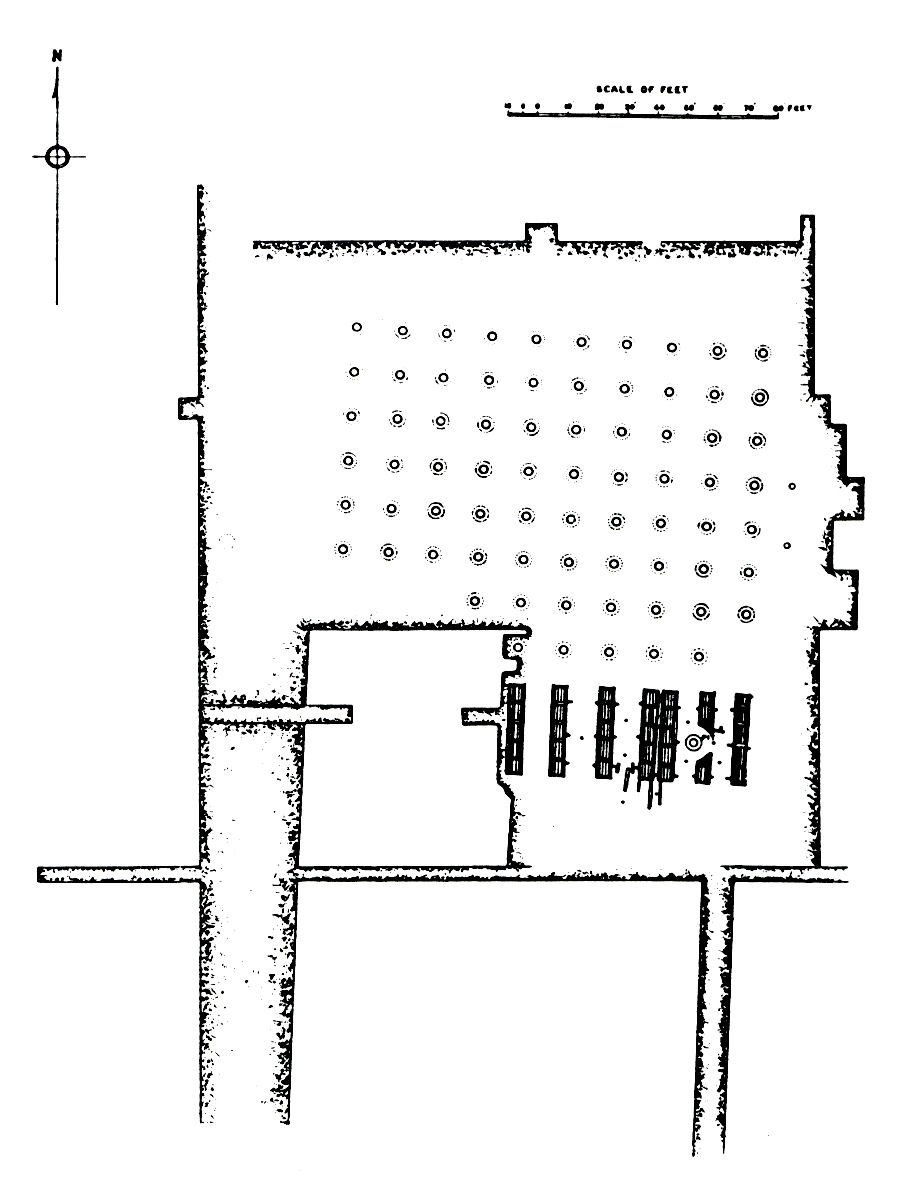
Plan de la salle hypostyle de 80 colonnes de Kumhrar.

L'ambassadeur grec Mégasthène mentionne que la capitale de Pataliputra était encerclée par une massive palissade en bois, percée de trous ou de fentes à travers lesquelles les archers pouvaient tirer. Il y avait soixante-quatre portes et 570 tours. Selon Strabon, les piliers dorés du palais étaient ornés de vignes d'or et d'oiseaux d'argent. Le palais se tenait dans un vaste parc parsemé d'étangs poissonneux. Il était planté d'une grande variété d'arbres et d'arbustes ornementaux. Les fouilles effectuées par Spooner et Waddell ont mis au jour des vestiges d'immenses palissades en bois à Bulandi Bagh à Pataliputra . Les vestiges de l'un des bâtiments, une salle à 80 piliers à Kumrahar sont d'une importance particulière. Sur 80 colonnes de pierre, qui se dressaient autrefois sur une plate-forme en bois et supportaient un toit en bois, Spooner a pu découvrir toute la partie inférieure d'au moins une dans des conditions presque parfaites. Il est plus ou moins similaire à un pilier Ashokéen, lisse, poli et en grès de Chunar gris. 
De nombreux stupas comme ceux de Sanchi, Sarnath et probablement Amaravati ont été construits à l'origine comme des monticules de briques et de maçonnerie sous le règne d'Ashoka. Toutefois ils ont été rénovés à plusieurs reprises, ce qui nous laisse peu d'indices des structures d'origine. 

## Céramique
L'utilisation du tour de potier est devenue universelle. La poterie associée à la période Maurya se compose de nombreux types d'exemples. Mais la technique la plus développée se trouve dans un type spécial de poterie connu sous le nom de Céramique Noire Polie du Nord, qui était la marque de fabrique des périodes Mauryan précédentes. Cette poterie est faite d'argile alluviale finement purifiée, qui est généralement d'une teinte grise et parfois rouge. La surface est brillamment brunie, de la qualité d'une glaçure qui va du noir de jais au gris foncé ou au bleu acier métallique. Parfois, de petites taches rouge-brun sont visibles à la surface. Il se distingue des autres céramiques rouges polies ou revêtues de graphite par son lustre et son éclat particuliers. 
Cette céramique était largement utilisée pour la vaisselle et les petits bols. On le trouve en abondance dans la vallée du Gange. Bien que la céramique noire polie du Nord ne soit pas très rare, il s'agissait évidemment d'un article plus cher que les autres variétés, car des tessons étaient parfois trouvés rivés avec des épingles en cuivre, ce qui indique que même un récipient fissuré avait sa valeur.

## Monnaies
Les pièces émises par les Maurya sont principalement de l'argent et quelques pièces métalliques de cuivre de différentes formes, tailles et poids et qui ont un ou plusieurs symboles poinçonnés. Les symboles les plus courants sont l'éléphant, le symbole de l'arbre dans la balustrade et la montagne. La technique de production de ces pièces consistait généralement à couper le métal en premier, la pièce était poinçonnée. Ces symboles auraient représenté soit l'insigne royal, soit le symbole de la guilde locale qui a frappé la pièce. Certaines pièces avaient des marques de changeur d'argent sur elles, indiquant que les pièces plus anciennes étaient souvent réémises. 
L'alliage ressemble étroitement à celui spécifié dans l'Arthashastra. Sur la base de son identification des symboles sur les pièces de monnaie poinçonnées avec certaines règles Maurya, Kosambi a soutenu que les karshapanas (le nom de cette monnaie) Maurya poinçonnés après Chandragupta avaient le même poids que les précédentes, mais avec beaucoup plus de cuivre, une fabrication plus grossière et une si grande variation en poids que la fabrication a dû être hâtive. Cette preuve d'intensité et d'une demande de devises insatisfaite s'accompagne d'une dévalorisation (inflation) et d'une disparition des marques du revers qui désignaient les anciennes guildes commerciales. À son avis, cela indiquerait une crise budgétaire au cours de la dernière période Maurya. Cependant sa méthode d'analyse et d'identification chronologique a été remise en question.

## Galerie

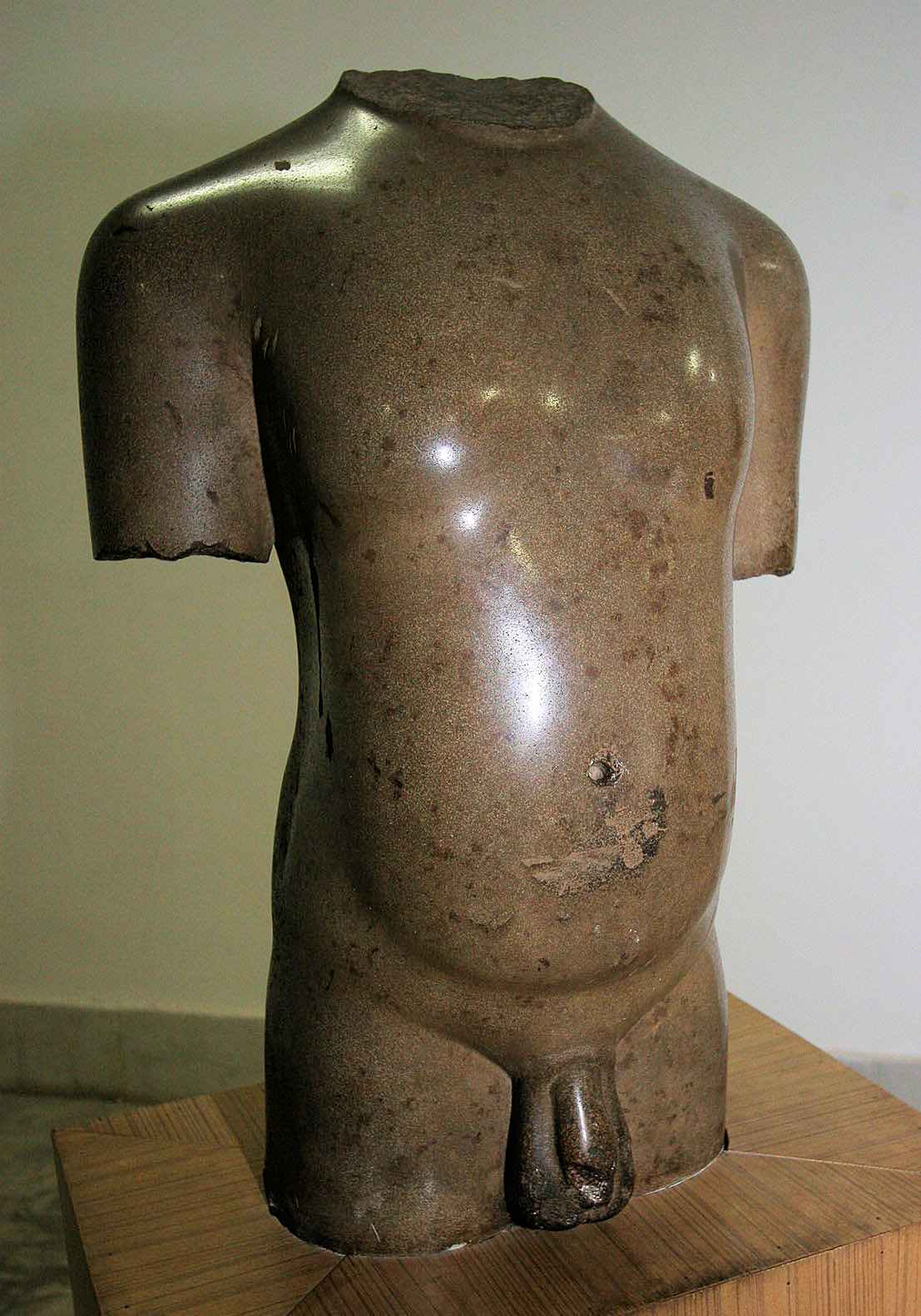
Le torse de Lohanipur (en)
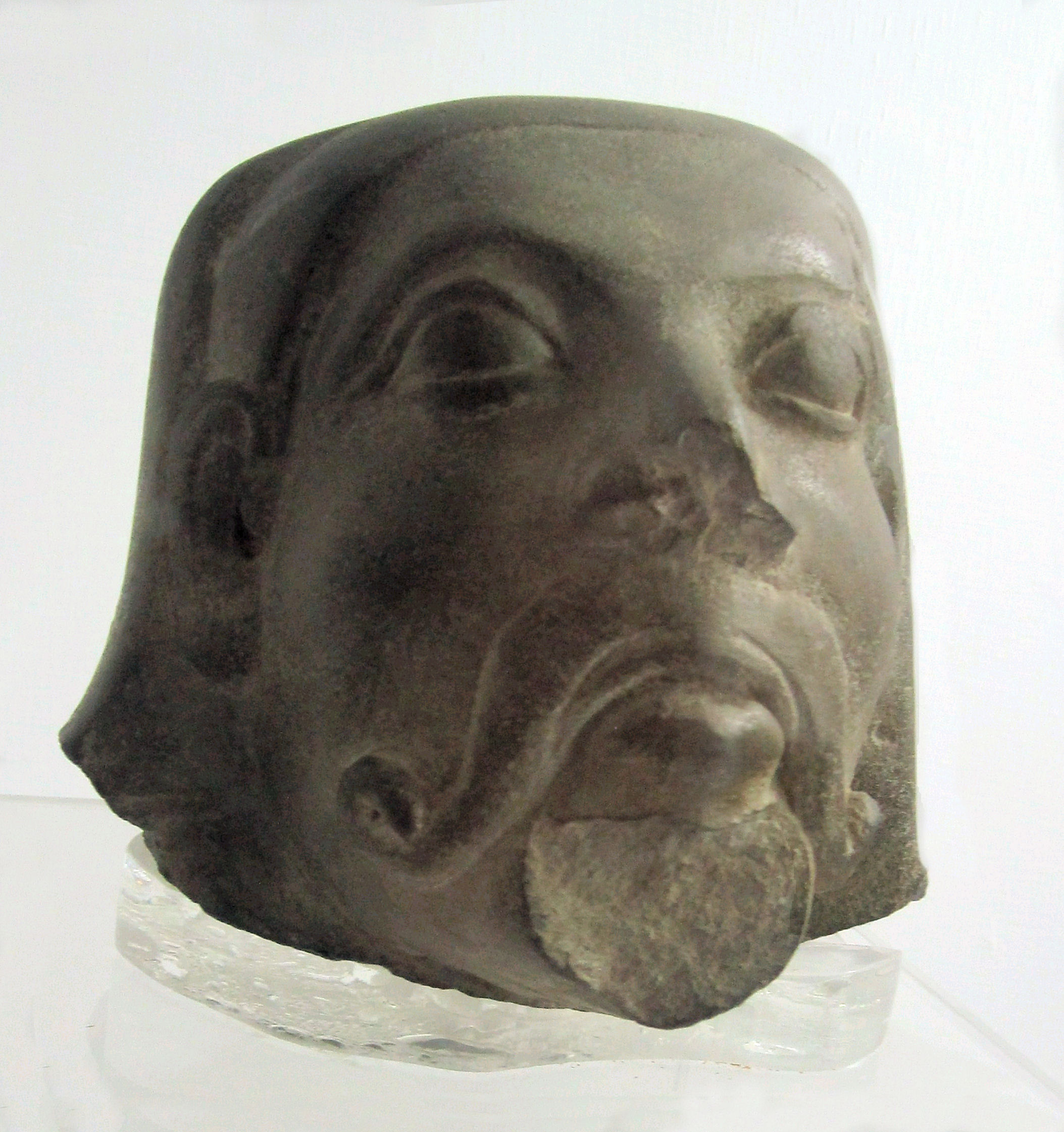
Tête de Sarnath,
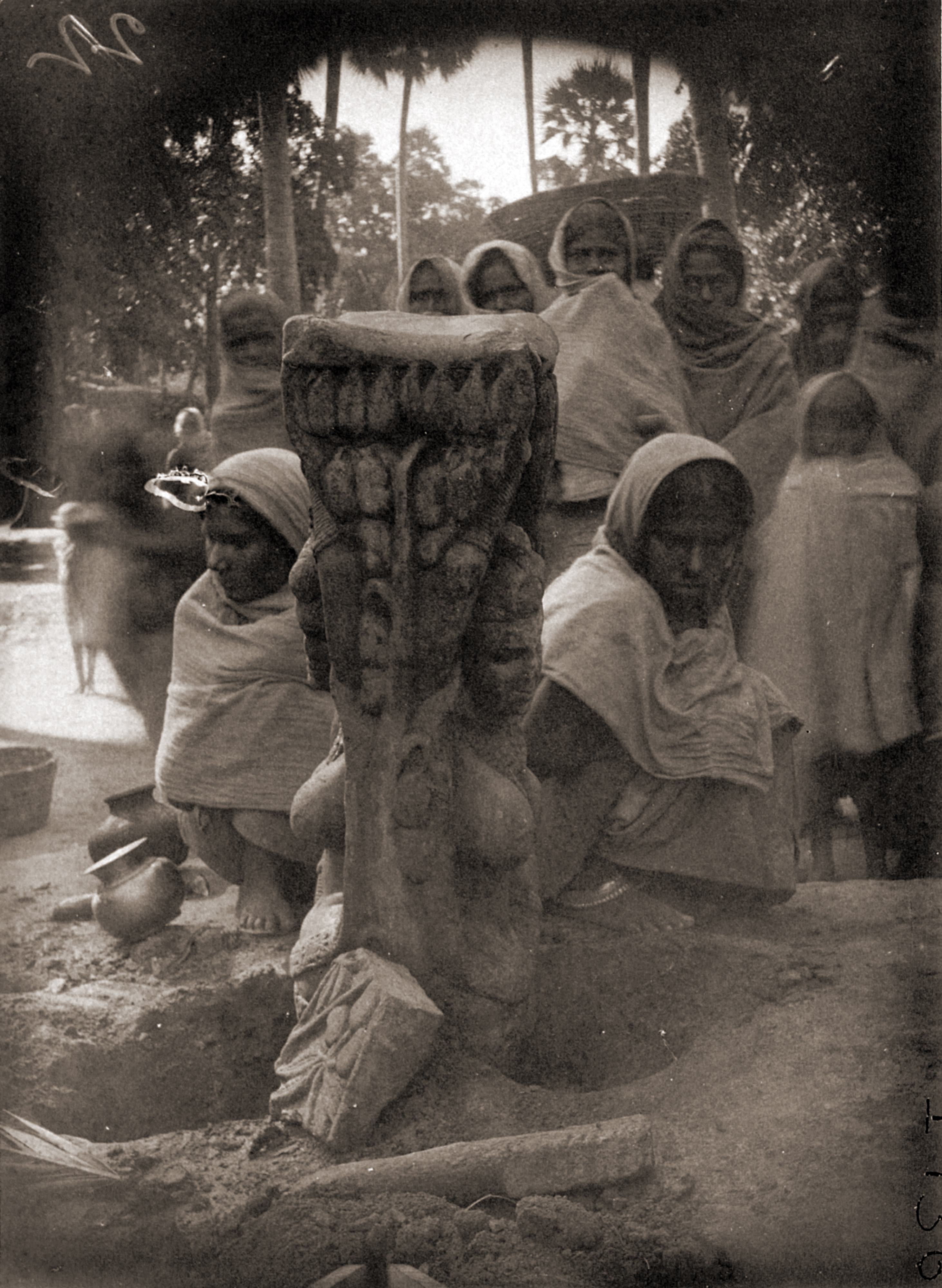
Statue de Mâtrikâ trouvée près d' Agam Kuan (en), Patna
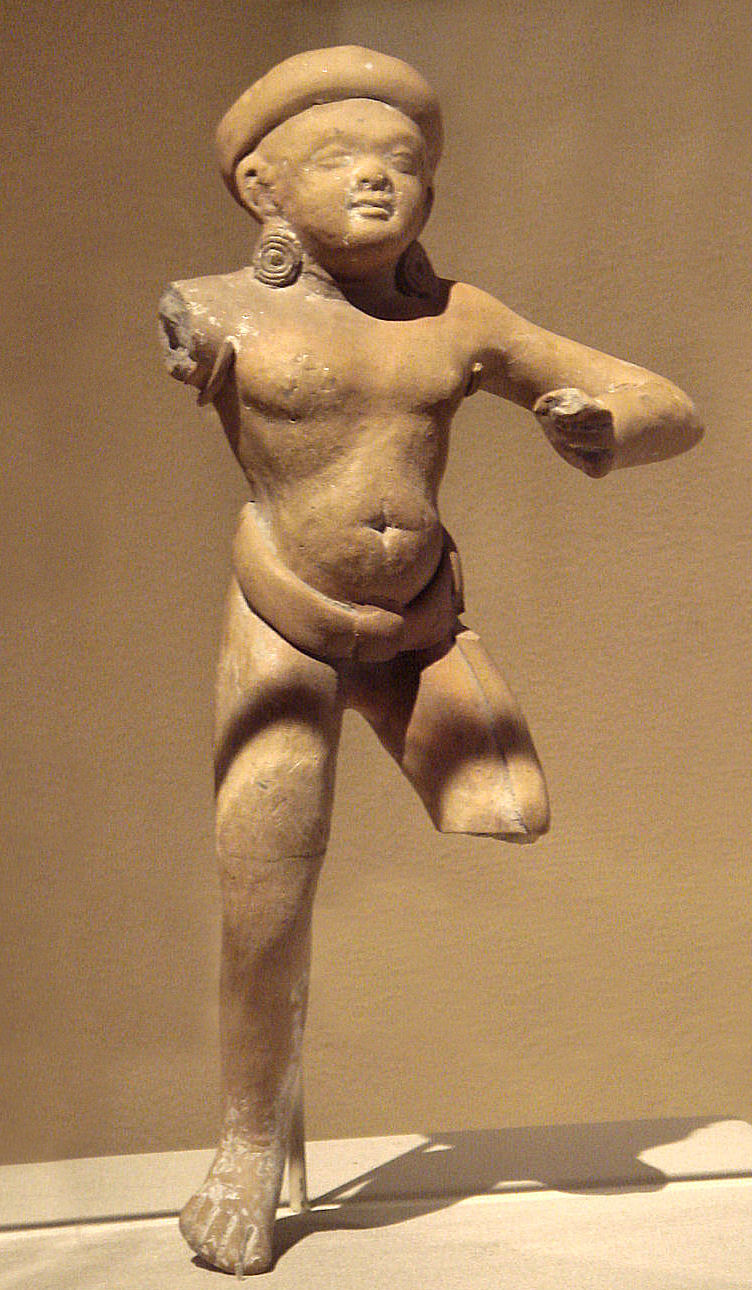
Statuette du IIe siècle av. J.-C.
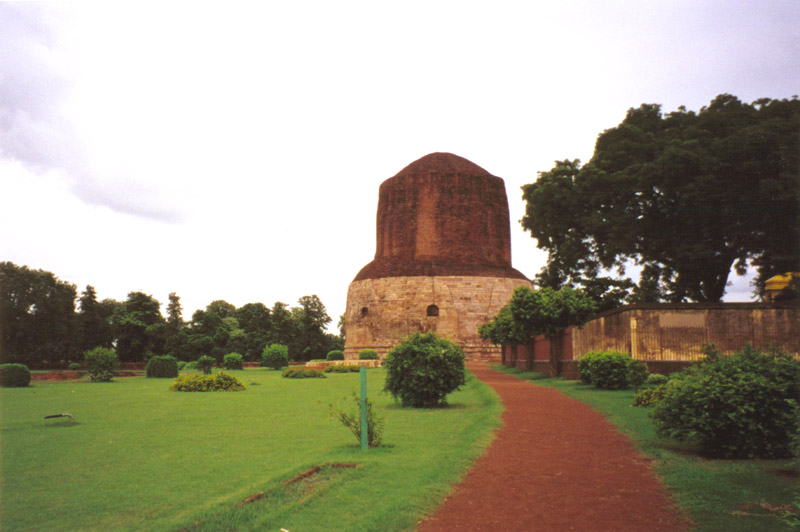
Dharmek Stupa à Sarnath
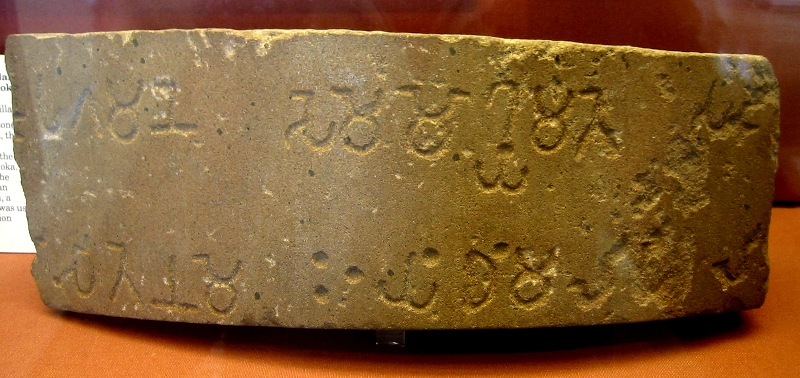
Fragment des édits du 6e pilier d'Ashoka (238 avant notre ère), à Brahmi. Grès. British Museum
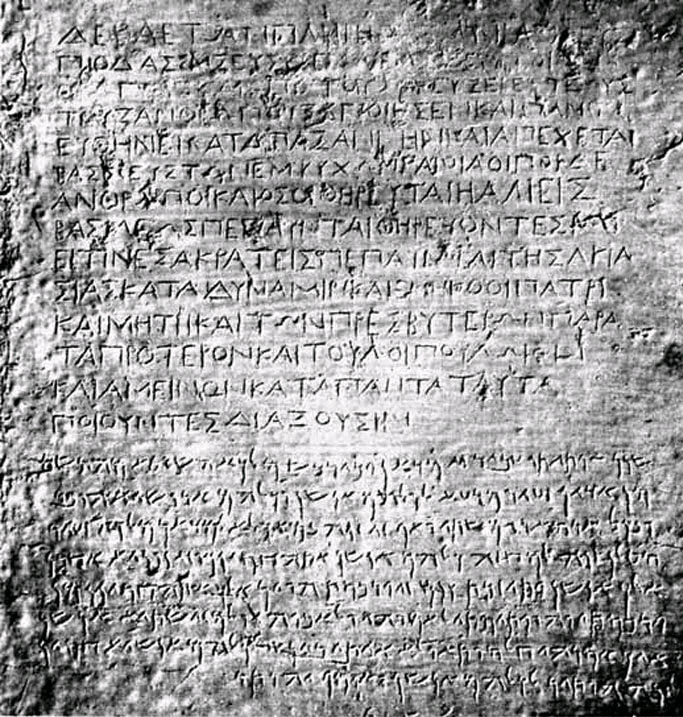
Inscription rupestre bilingue de Kandahar (grec et araméen ) par le roi Ashoka, de Kandahar. Musée de Kaboul
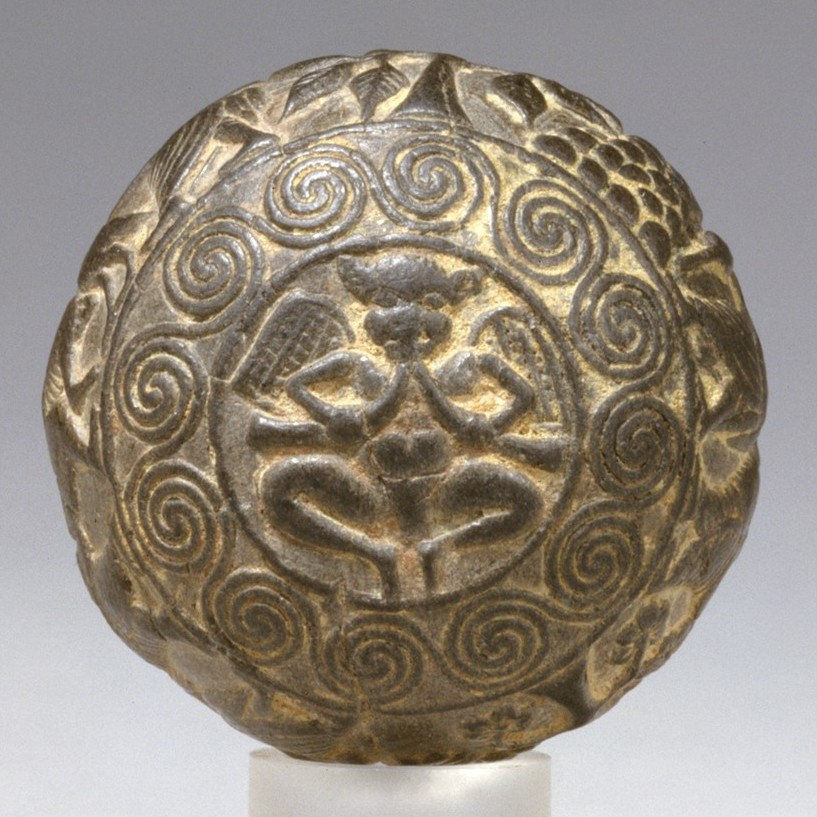
Sphère de pierre avec des scènes de rites au sanctuaire d'un Yaksha (esprit de la nature masculine) (période Maurya, IIIe siècle av. J.-C.)
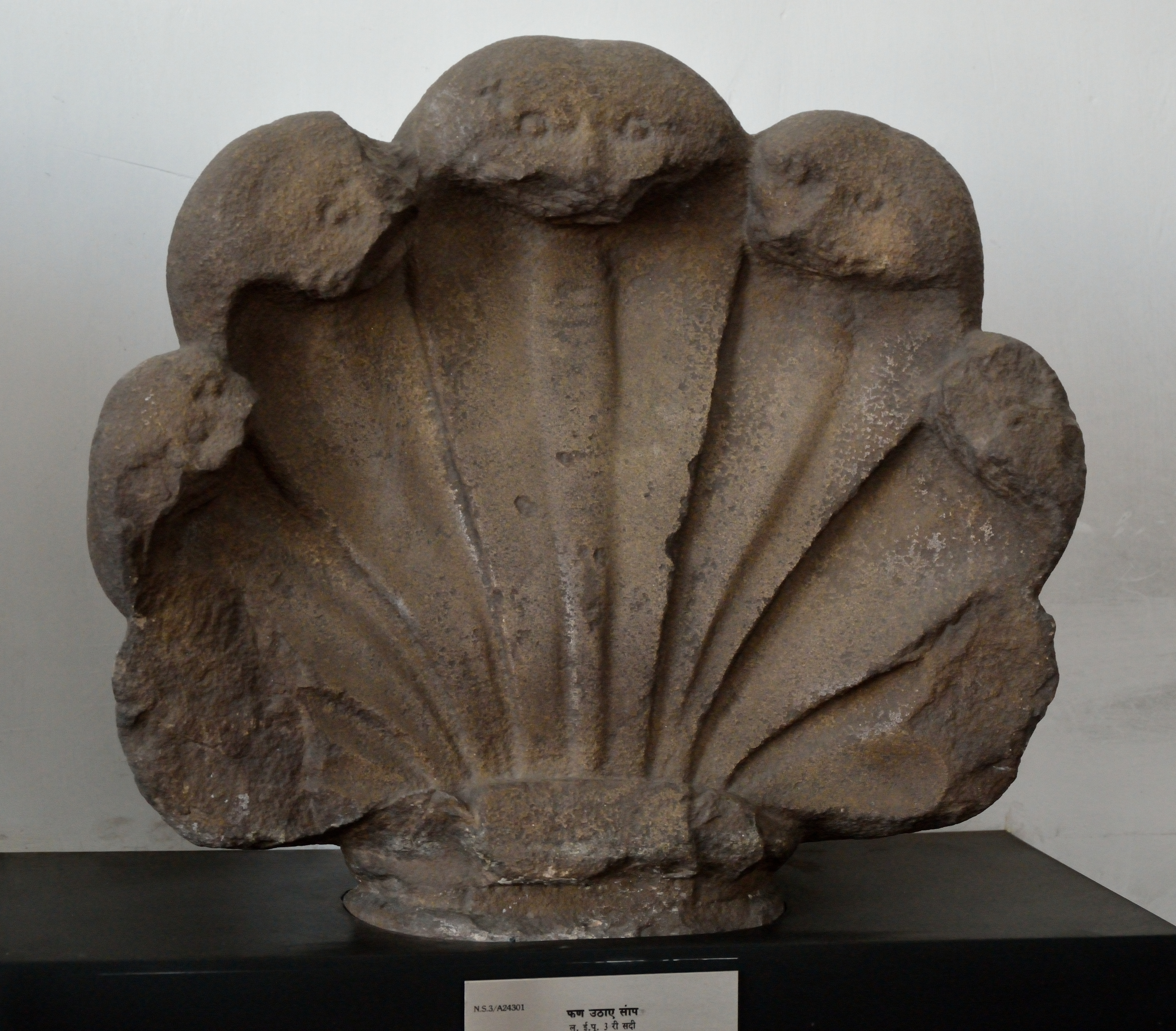
Capuche de Serpent (grès Chunar) de Rajgir, IIIe siècle av. J.-C.
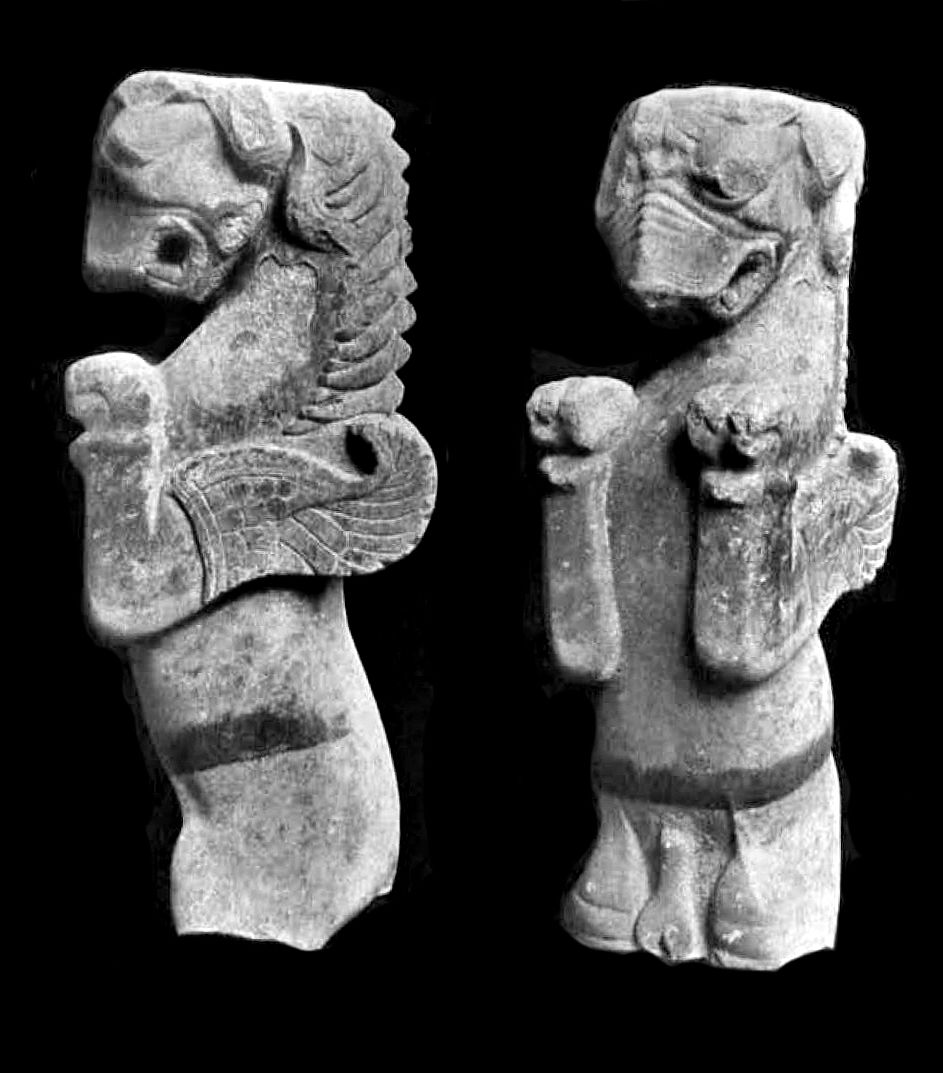
Griffons de Patna
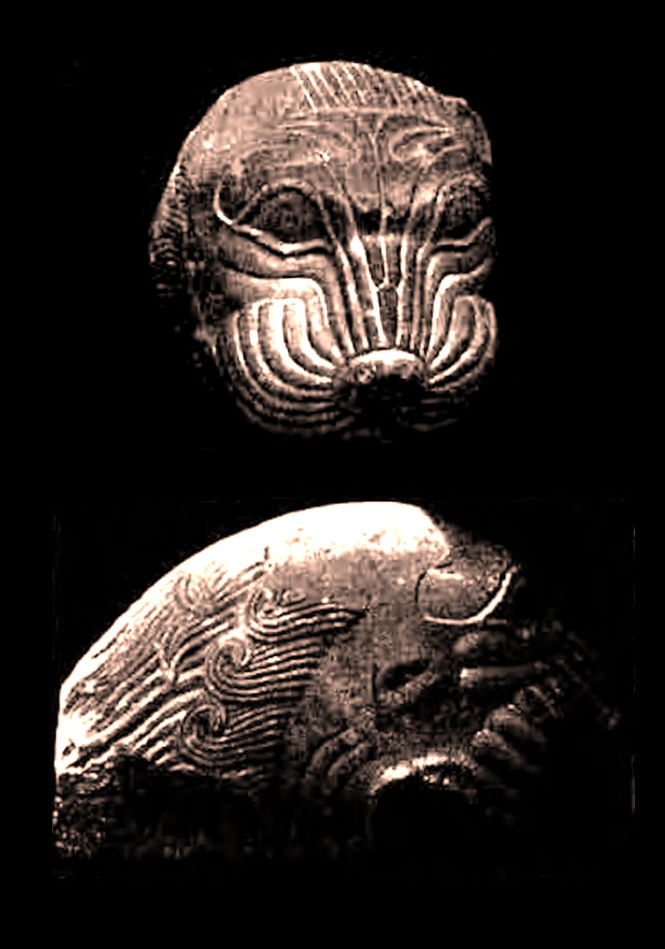
Lion de Masarh
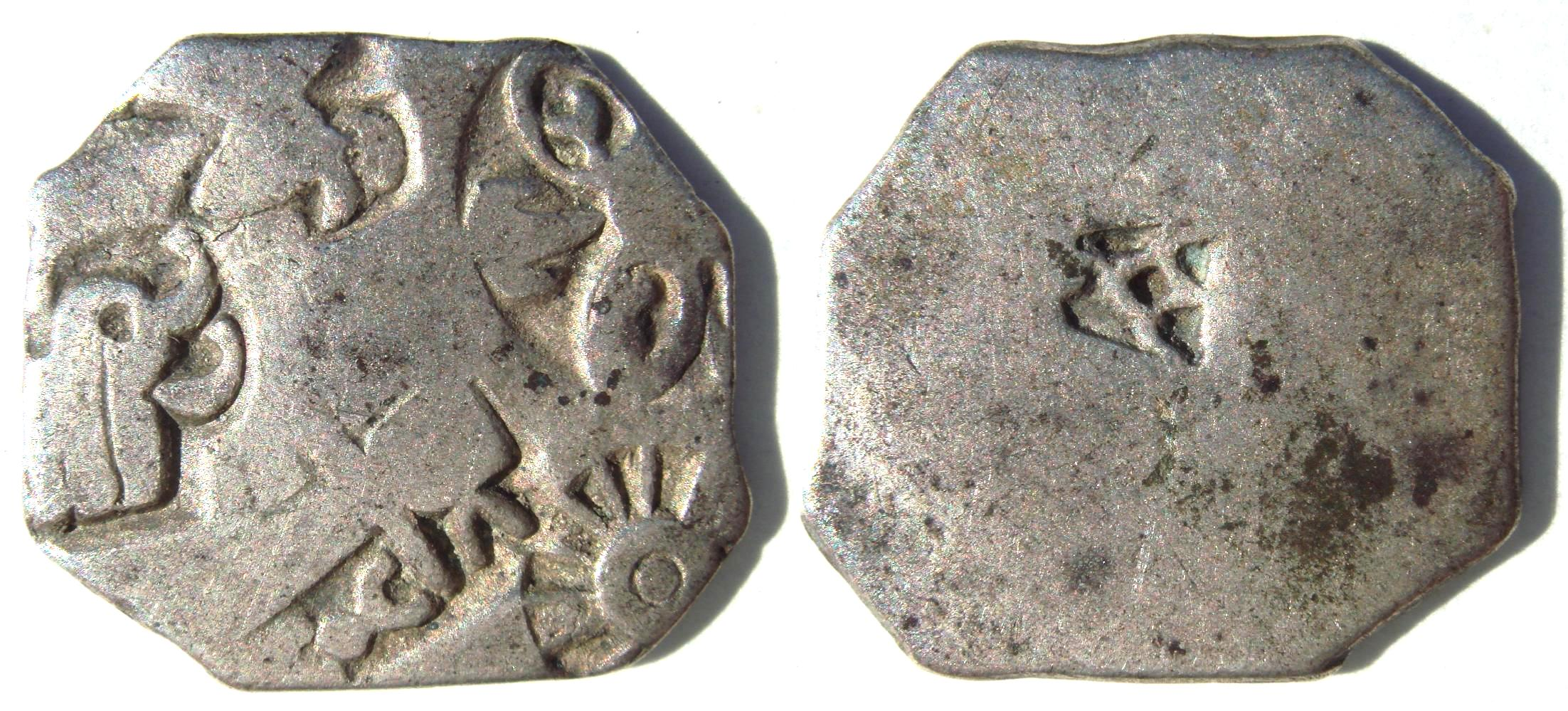
Pièce en argent poinçonnée de l'empire Maurya, avec symboles de roue et d'éléphant (IIIe siècle av. J.-C.)